# Epalpus piceus
Epalpus piceus là một loài ruồi trong họ Tachinidae.